# Chéreng
Chéreng is een Franse gemeente in het Noorderdepartement (Frans: département du Nord) (regio Hauts-de-France). De gemeente telde op 1 januari 2022 3.040 inwoners en maakt deel uit van het arrondissement Rijsel.

## Geografie
De oppervlakte van Chéreng bedroeg op 1 januari 2022 4,18 vierkante kilometer; de bevolkingsdichtheid was toen 727,3 inwoners per km².

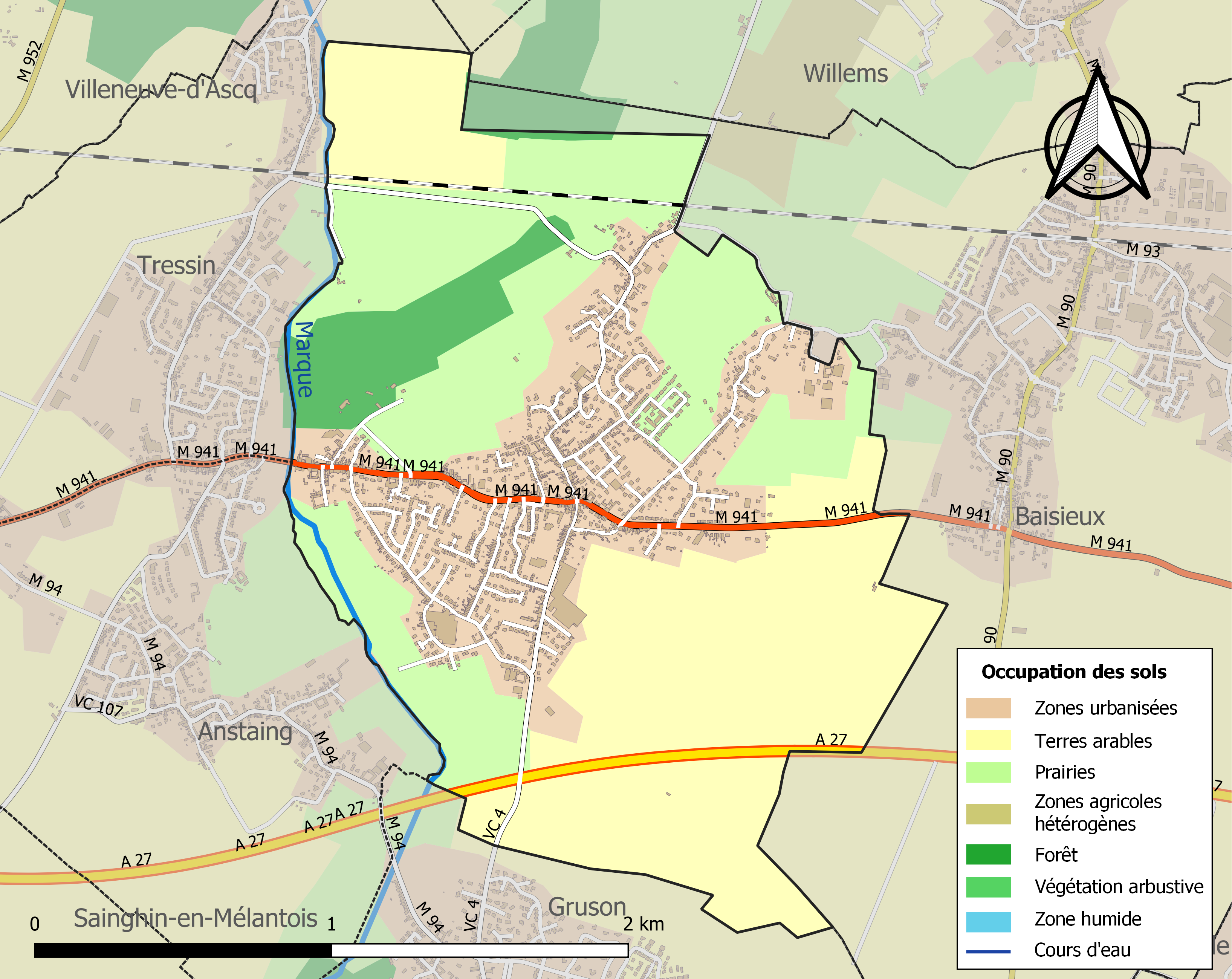
Kaart van de gemeente met belangrijkste infrastructuur, bodemgebruik en omliggende gemeenten

## Bezienswaardigheden
- De Église Saint-Vaast

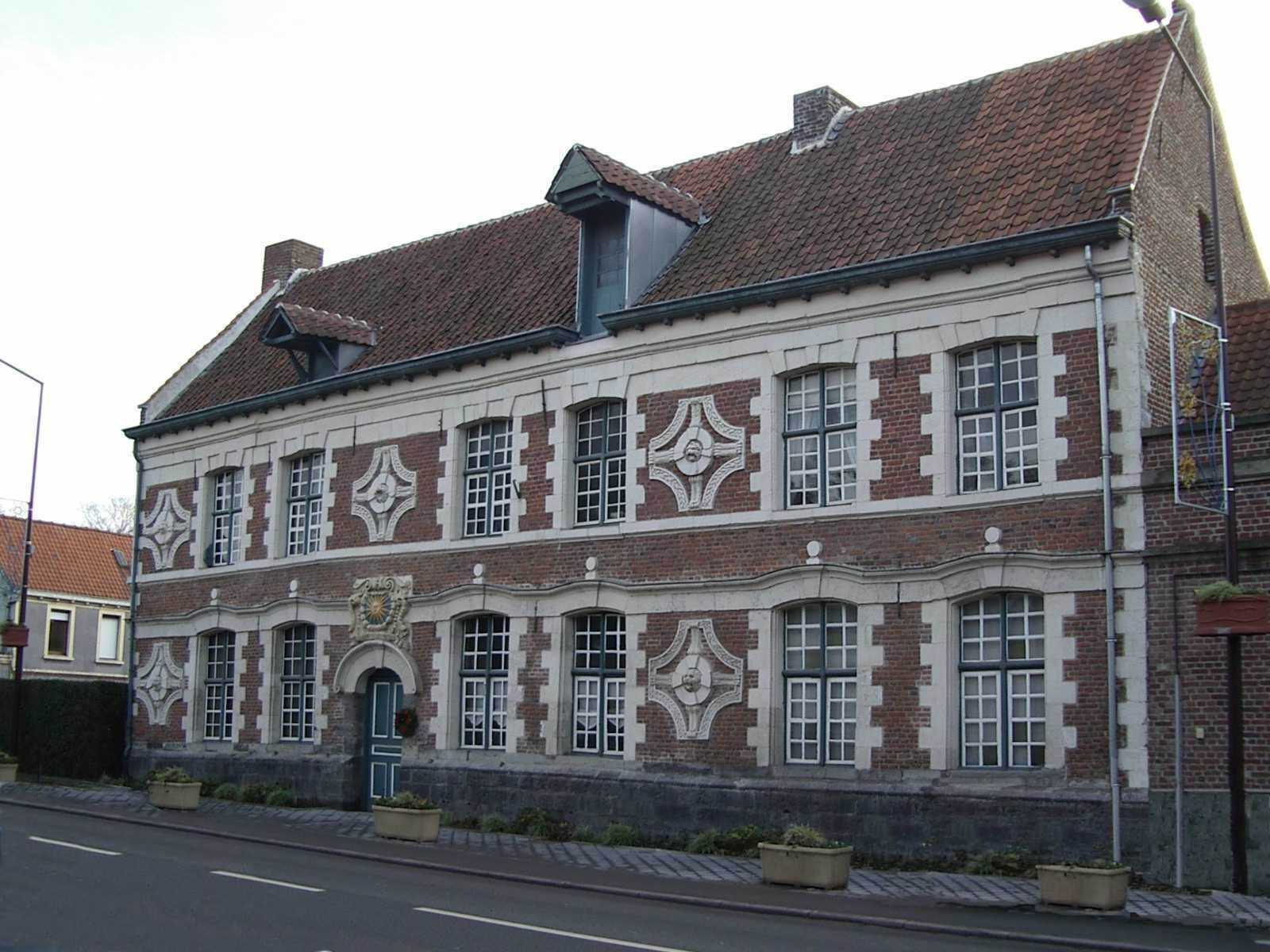
Oud poststation

- Het geklasseerde oude poststation langs de weg tussen Rijsel en Doornik.
- Op de begraafplaats van Chéreng bevindt zich een Brits oorlogsgraf met een gesneuvelde uit de Tweede Wereldoorlog.

## Natuur en landschap
Chéreng ligt ingeklemd tussen de autoweg A27 en de spoorlijn van Rijsel naar Doornik. Ten westen van de kom loopt de Marque in noordelijke richting. De hoogte bedraagt 28-37 meter.

## Demografie
Onderstaande figuur toont het verloop van het inwonertal (bron: INSEE-tellingen).

## Nabijgelegen kernen
Tressin, Anstaing, Sin, Gruson